# Dwergallosaurus
Dwergallosaurus is een naam die informeel gegeven wordt aan een dinosauriër uit de groep der Carnosauria die leefde tijdens het Vroeg-Krijt in het zuiden van Australië. 
De gevonden fossieldelen worden geïnterpreteerd als behorend tot een kleine verwant van Allosaurus, een geducht roofdier uit het Jura-tijdperk. De "dwergallosaurus" was vermoedelijk zo'n twee meter hoog en ongeveer zes meter lang. Tot de vondst van deze soort werd aangenomen dat de Allosauridae dertig miljoen jaar eerder waren uitgestorven. Australië was dus mogelijk, net als voor de dicynodonten en de labyrinthodonten (Koolasuchus), een laatste toevluchtsoord voor de allosauriërs.
De "dwergallosaurus" maakte jacht op herbivoren als Muttaburrasaurus en kleine hypsilophodonten zoals Leaellynasaura.
Het fossiel bestaat uit twee beschadigde stukken van een enkel enkelbeen, het sprongbeen of de astragalus, dat in 1979 gevonden werd door Tim Flannery in de Wonthoggiformatie van Victoria en in 1981 beschreven is door Ralph Molnar; de registratie is NMV Pl50070. Omdat deze vondst wat mager was, heeft men ervan afgezien een aparte soort te benoemen. Qua morfologie lijkt het been het meest op dat van Allosaurus en daarom noemt men het maar informeel een dwarf allosaur of wat formeler Allosaurus sp.[ecies]. Verdere vondsten zullen moeten uitwijzen of deze identificatie correct was; hij werd al in 1983 bestreden door Samuel Welles die vond dat het bot meer leek op dat van een ornithomimide. In 2000 gaf Daniel Chure in een proefschrift de naam Allosaurus robustus, die al op een plaatje in het museum waar het fossiel tentoongesteld werd, het National Museum of Victoria, te lezen stond, maar dat is een ongepubliceerde nomen nudum gebleven.
De vondst zou van gering belang gebleven zijn, ware het niet dat Australië nauwelijks resten van theropoden heeft opgeleverd. De "dwergallosaurus" werd dan ook regelmatig afgebeeld in boeken en documentaires over de Australische dinosauriërfauna, hoewel we uit het ene sprongbeen weinig concreets kunnen afleiden over zijn uiterlijk.
In 2009 stelde paleontoloog Scott Hocknull dat de "dwergallosaurus" identiek was aan, of een voorloper was van of althans een verwant was van de later voorkomende Australovenator. In dat geval zou het geen allosauride zijn maar een meer afgeleid lid van de Allosauroidea. Dit werd min of meer bevestigd door een studie van Roger Benson uit 2009 die de "dwergallosaurus" basaal in de allosauroïde Megaraptora plaatste maar een identiteit met Australovenator ontkende gezien het verschil in datering en het feit dat het bot meer overeenkomsten met het sprongbeen van Fukuiraptor vertoonde.